# Антонио Андради
Антонио де Андради (на португалски: Antonio de Andrade) е португалски йезуит, пътешественик, изследовател на Азия. Той е първият европеец, който пресича Хималаите и достига Тибет.

## Ранни години и мисия (1580 – 1624)
Роден е през 1580 година в Олейруш, област Кащело Бранко, Португалия. През 1596 е приет в ордена на йезуитите и през 1600 г., с още 18 йезуити, заминава за Гоа, Индия, където продължава образованието си, а след това е ръкоположен за свещеник. Той е един от йезуитите в двора на император Джахангир и ръководител на йезуитската мисия в Агра. През 1624 г. напуска Агра и отива в Делхи, където заедно с йезуита Мануел Маршиш се присъединява към група поклонници, тръгнали на север към храма в град Бадринат.

## Изследователска дейност (1624 – 1634)
От 30 март 1624 до 1631 пътешества в Северна Индия, пресича Хималаите и става първият европеец, който прониква в Тибет. Изследва горното течение на река Ганг (2700 км), Югозападен Тибет, горното течение на река Инд (3180 км), Кашмир и Пенджаб.
През 1626 в селището Цапаранг създава йезуитска мисия, която през 1641 е унищожена от тибетците, но по време на съществуването си е отправен пункт за редица пътешествия, в резултат на които йезуитите събират големи географски и етнографски материали за Югозападен Тибет и Западните Хималаи – Кумаонските и Пенджабските.
Умира в Гоа на 19 март 1634 година на 54-годишна възраст.